# Cedric Renner
Cedric Renner (* 25. April 2000) ist ein deutscher Skeletonpilot.

## Werdegang
Renner, der für den RC Berchtesgaden startet, begann im Jahr 2013 mit dem Skeletonsport und trainiert seither am Olympiastützpunkt Berchtesgaden.
Zur Saison 2014/15 gab er mit 14 Jahren sein Debüt im Skeleton-Europacup bei dem er in Lillehammer zweimal Platz 27 erreichen konnte. 2017/18 startete Renner erneut im Europacup in Innsbruck und erreichte Platz 17. In derselben Saison wurde er Achter bei den Deutschen Meisterschaften in Winterberg.
Im folgenden Winter 2018/19 konnte er sich in allen Europacup-Saisonrennen in den Top 10 platzieren, erreichte auf seiner Heimbahn am Königssee mit Rang drei seinen ersten internationalen Podestplatz und beendete die Saison auf Rang 3 der Gesamtwertung.
In der Saison 2019/2020 konnte Renner erneut in allen Europacup-Rennen an denen er teilnahm die Top 10 erreichen und mit Platz 2 eine weitere Podiumsplatzierung am Königsee verbuchen, was ihm am Ende auf Platz 4 der Gesamtwertung brachte.
In der Saison 2020/2021 konnte Renner an die Vorsaison gut anknüpfen. Gleich in den ersten beiden Europacuprennen der Saison fuhr er, mit Platz 3 und am darauffolgenden Tag Platz 2 in Winterberg auf einen Podestplatz. Weiter ging es mit einem erneuten zweiten Platz in Sigulda, gefolgt von seinem ersten internationalen Sieg am Königssee, bei welchem er mit Platz 1 erstmals die gesamte Konkurrenz hinter sich lassen konnte. Dadurch konnte Renner die Gesamtwertung im Europacup vor seinem Teamkollegen Lukas Nydegger gewinnen.
Bei seiner ersten Teilnahme an der Junioren-WM 2021 in St. Moritz fuhr er auf Rang 7.
Es folgte Ende Januar 2021 in Innsbruck-Igls sein Debüt im Weltcup. Dort erreichte Renner als bester deutscher Starter Platz 9.
Die Saison 2021/2022 begann Renner mit einem Platz fünf bei der Deutschen Meisterschaft in Winterberg. Im Europacup erreichte er in jedem Rennen ein Top-6-Ergebnis, darunter dreimal der zweite Platz und zweimal Platz 3. Bei der Junioren-Europameisterschaft in Altenberg erreichte er den 2. Platz und beendete die Europacupsaison in der Gesamtwertung auf dem 2. Platz.
Bei der Junioren-Weltmeisterschaft in Innsbruck wurde er Achter.